# 2021년 뉴욕 양키스 시즌
2021년 뉴욕 양키스 시즌은 메이저리그의 프로 야구단 뉴욕 양키스의 2021년 시즌을 일컫는다. 에런 분 감독이 정식으로 부임하여 맞이한 4번째 시즌이다. 팀은 아메리칸리그 동부지구 5팀 중 2위, 와일드카드 공동 1위에 올라 포스트시즌에 진출했으나 와일드카드 결정전에서 보스턴 레드삭스에게 져 탈락했다.

## 선수단
- 선발투수 : 콜, 몽고메리, 코르테스, 타일론, 클루버, 저먼, 워저호스키, 가르시아, 슈미트
- 구원투수 : 로아이시가, 그린, 룻기, 홈즈, 페랄타, 킹, 길, 세사, 로드리게스, 세베리노, 오데이, 라이딩스, 어브레이유, 코에르너, 로마노, 브리턴, 윌슨, 히니, 크리스케, 넬슨
- 마무리투수 : 채프먼
- 포수 : 산체스, 히가시오카, 브랜틀리
- 1루수 : 리조, 보이트, 기튼스, 포드
- 2루수 : 르메이휴, 토레스, 오도어
- 유격수 : 웨이드, 벨라스케스
- 3루수 : 어셸라, 안두하르
- 좌익수 : 갈로, 앨런, 로카스트로, 브루스, 프레이저
- 중견수 : 가드너, 플로리얼, 라마르, 타크먼, 데이비스, 힉스
- 우익수 : 저지, 박효준
- 지명타자 : 스탠튼

## 같이 보기
- 2021년 피츠버그 파이리츠 시즌